# Бутанская скаутская ассоциация
Скаутское движение было создано в Бутане в 1970 году. В июле 1999 года на 35-й Всемирной скаутской конференции в Дурбане, ЮАР Бутанская скаутская ассоциация была принята во Всемирную организацию скаутского движения. По состоянию на 2010 год в организации состояли 16 738 членов.
На фоне Гималаев Бутан идеально подходит для скаутизма. В 1995 году под руководством бюро Азиатско-тихоокеанского региона были организованы учебные курсы по подготовке скаутских лидеров.
В 1998 году бутанские скауты принимали участие в Всемирном слёте Джембори в Чили, в 20-м в Таиланде и в 21-м (англ. 21st World Scout Jamboree) в Великобритании Всемирных скаутских слётах.
С 21 по 26 февраля 2002 года был организован первый в Бутане международный скаутский лагерь, принявший слёт скаутов Азиатско-тихоокеанского региона, в котором приняли участие 550 девочек и мальчиков из всех стран Южной Азии.
С 31 января 2006 года по 6 февраля 2007 года в городе Дампху был проведён первый Национальный слёт скаутов.
В ноябре 2008 года скауты во время подготовки к коронации помогали убирать улицы.
Значок бутанской скаутской организации выполнен в цветовой гамме флага Бутана, а герб завёрнут в хадак, традиционный ритуальный шарф. Скаутский девиз на дзонг-кэ звучит как གྲ་འགྲིག་འབད་ (Dra drig Bay).
Сангай Нгедуп - почётный президент Бутанской скаутской ассоциации.